# Tomasz Kowalski (wspinacz)
Tomasz Kowalski (ur. 7 kwietnia 1985 w Dąbrowie Górniczej, zm. 6 marca 2013 na grani Broad Peak w Karakorum) – polski alpinista, himalaista, uczestnik pierwszego zimowego wejścia na Broad Peak.

## Życiorys
W 2009 ukończył turystykę i rekreację na Uniwersytecie im. Adama Mickiewicza w Poznaniu. Był zdobywcą 6 z 9 szczytów Korony Ziemi: Mont Blanc (2004), Kilimandżaro (2006), Elbrus (2008), Aconcagua (2009, trawers solo), Góra Kościuszki (2010), Denali (McKinley, 2010, trawers). Organizator i uczestnik kilkunastu wypraw górskich, m.in. w Alpach, Andach, Alasce oraz Pamirze i Tienszanie.
W latach 2001–2006 był członkiem Klubu Wysokogórskiego Katowice, a później KW Warszawa.
Wspinał się w skałkach Jury Krakowsko-Częstochowskiej, w Sokolikach, w Tatrach latem i zimą, w Alpach, Andach, górach Alaski, Kanady, Afryki, w Kaukazie, Tienszanie, Pamirze.
Był właścicielem firmy podróżniczej Poco Loco Travel – dzięki której organizował wyprawy górskie po Alpach, Andach, Alasce, Pamirze i Tienszanie. Ponadto w ramach jej działalności prowadził eventy i hostel.
5 marca 2013 wraz z Adamem Bieleckim, Maciejem Berbeką oraz Arturem Małkiem dokonał pierwszego zimowego wejścia na Broad Peak (8047 m n.p.m.). Zginął podczas zejścia ze szczytu 6 marca 2013. Jego ciało przez dekadę spoczywało na grani Broad Peak. 17 czerwca 2023 w Karakorum celem pochówku wspinacza wyruszyła misja sześciu polskich himalaistów, w składzie: Rafał Fronia, Jarosław Gawrysiak, Grzegorz Borkowski, Marek Chmielarski, Krzysztof Stasiak i Marcin Kaczkan. Tomasz Kowalski pochowany został w sarkofagu w lodowo-śnieżnej niszy, poniżej grani Rocky Summit na Broad Peak. 

## Wejścia wysokogórskie
- W 2009 roku podczas jednej wyprawy zdobył trzy najwyższe szczyty Ameryki Południowej: Ojos del Salado (6893 m n.p.m.), Pissis (6793 m n.p.m.), Aconcagua (6961 m n.p.m.)
- W 2010 roku razem z Szymonem Kałużą przeszedł 100-kilometrowy trawers masywu Mount McKinley (wejście West Butress, zejście lodowcem Mildrow).
- W 2011 roku próbował pobić rekord w szybkości zdobycia Śnieżnej Pantery podczas wyprawy „Snow Leopard Speed Ascent” w ciągu 28 dni zdobył cztery najwyższe siedmiotysięczniki leżące na terytorium byłego Związku Radzieckiego:
- Szczyt Lenina (7134 m n.p.m.) – 21 lipca
- Szczyt Korżeniewskiej – solo (7105 m n.p.m.) – 31 lipca
- Szczyt Ismaila Samaniego (7495 m n.p.m. ) – 8 sierpnia
- Chan Tengri – solo (7010 m n.p.m.) – 18 sierpnia
- Ze wspinaczki na Szczyt Zwycięstwa zrezygnował.

Za osiągnięcie to otrzymał wyróżnienie w konkursie Kolosy.

## Osiągnięcia
Tomasz Kowalski był ultramaratończykiem. Niektóre z biegów, które ukończył, to:
- Stormy 50miler (Kanada),
- Waldo 100 km w USA,
- Bieg 7 dolin – 100 km,
- Mt. Kinabalu International Climbathon Race (Borneo),
- Bieg Rzeźnika 2007 i 2011,
- Nocna Masakra 2010.

Zwycięzca wielu rajdów typu Adventure Race, m.in.
- Wertepy Trail,
- On Sight Adventure Race,
- Mountain Touch Challenge,
- Lycian Challange (Turcja).

Założyciel hostelu podróżniczego Poco Loco w Poznaniu. Autor artykułów publikowanych w miesięcznikach „Góry”, „Extremium”, „Bieganie”. Podróżował po całym świecie, odwiedził łącznie ponad 30 krajów na 6 kontynentach. W latach 2009–2010 odbył półtoraroczną podróż dookoła świata.

## Nagrody, odznaczenia i upamiętnienie

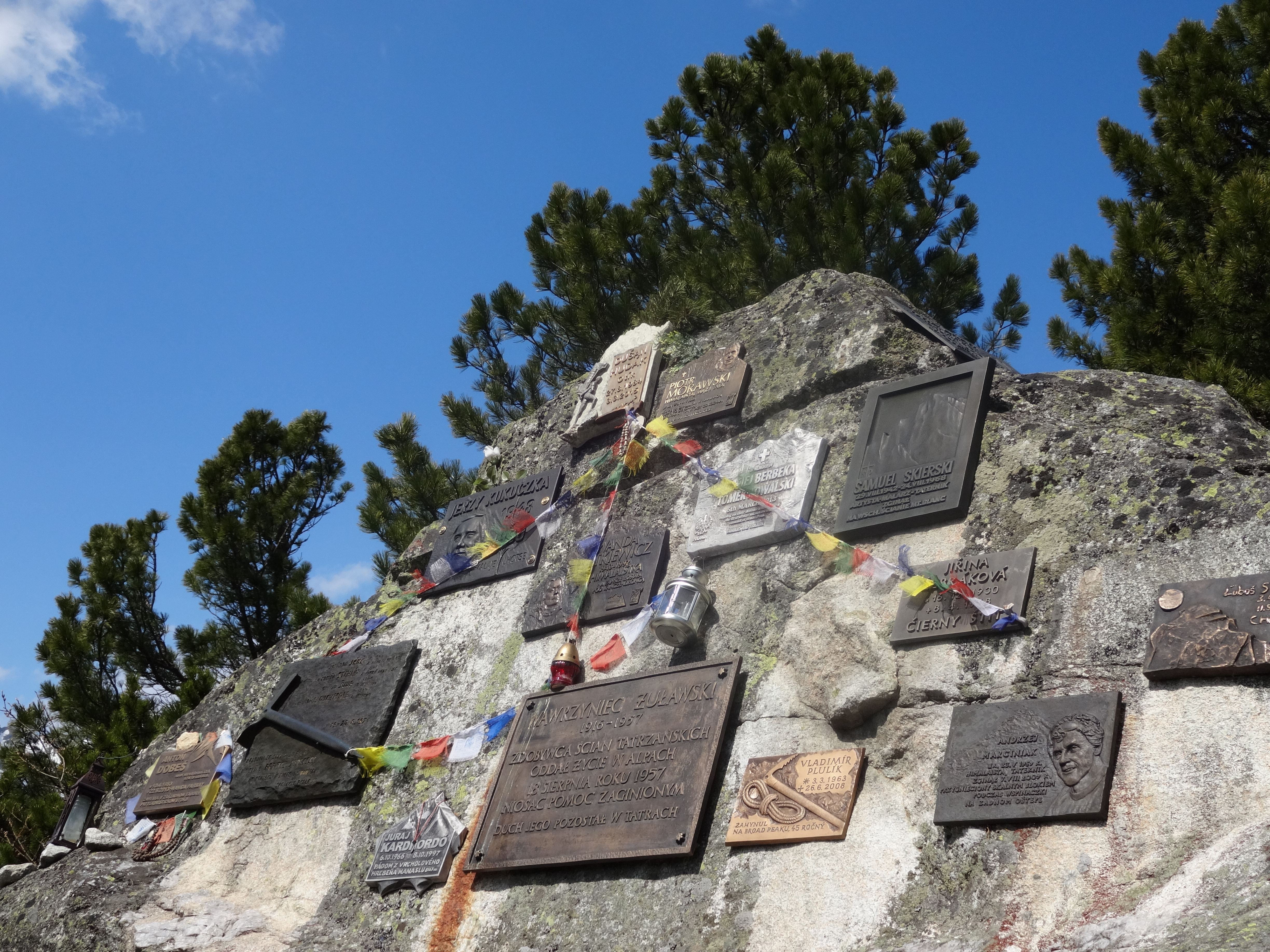
Tablice poświęcone osobom zmarłym
w górach na Tatrzańskim Cmentarzu Symbolicznym. Jasna tablica w środkowej części jest poświęcona Maciejowi Berbece i Tomkowi Kowalskiemu

Tomasz Kowalski został laureatem Nagrody im. Andrzeja Zawady. Otrzymał również wyróżnienie w kategorii Alpinizm na Kolosach 2012 za to, że przybliżył się do rekordu czasowego w zdobywaniu Śnieżnej Pantery.
25 kwietnia 2015 prezydent RP Bronisław Komorowski odznaczył Tomasza Kowalskiego pośmiertnie Złotym Krzyżem Zasługi „za zasługi dla rozwoju sportów wysokogórskich, za promowanie imienia Polski w świecie”.
Jego nazwisko zostało upamiętnione na Pomniku Alpinistów w Katowicach, odsłoniętym 28 października 2015 roku.
W 2022 roku w filmie Broad Peak w rolę Kowalskiego wcielił się Maciej Raniszewski.